# Ondřej František Jakub de Waldt
Ondřej František Jakub de Waldt (30. listopadu 1683, Písek – 16. července 1752, tamtéž) byl český kazatel a literát, jeden z barokních obhájců českého jazyka. 

## Život
Nejprve studoval v letech 1694–1699 na jezuitském gymnáziu v Březnici, posléze odešel studovat na univerzitu do Prahy: v letech 1700–1702 studoval na filosofické fakultě, v letech 1703–1706 studoval v arcibiskupském semináři. Na kněze byl vysvěcen roku 1706, působil na několika místech v jižních Čechách, byl vyhledávaným kazatelem. Většinu svého života strávil nejprve od roku 1708 jako administrátor a od roku 1724 jako farář farnosti v Dobrši u Volyně.  Některá svá kázání vydal tiskem, psal je latinsky nebo česky. Jeho nejvýznamnější česky psaná sbírka kázání je Chválořeč neb Kázání na některé svátky a obzvláštní roční slavnosti Svatých Božích… (1736).
De Waldt byl pohřben v Písku v kostele Narození Panny Marie. V Dobrši byl k 250. výročí jeho úmrtí v roce 2002 vztyčen pomník.

## Odkazy

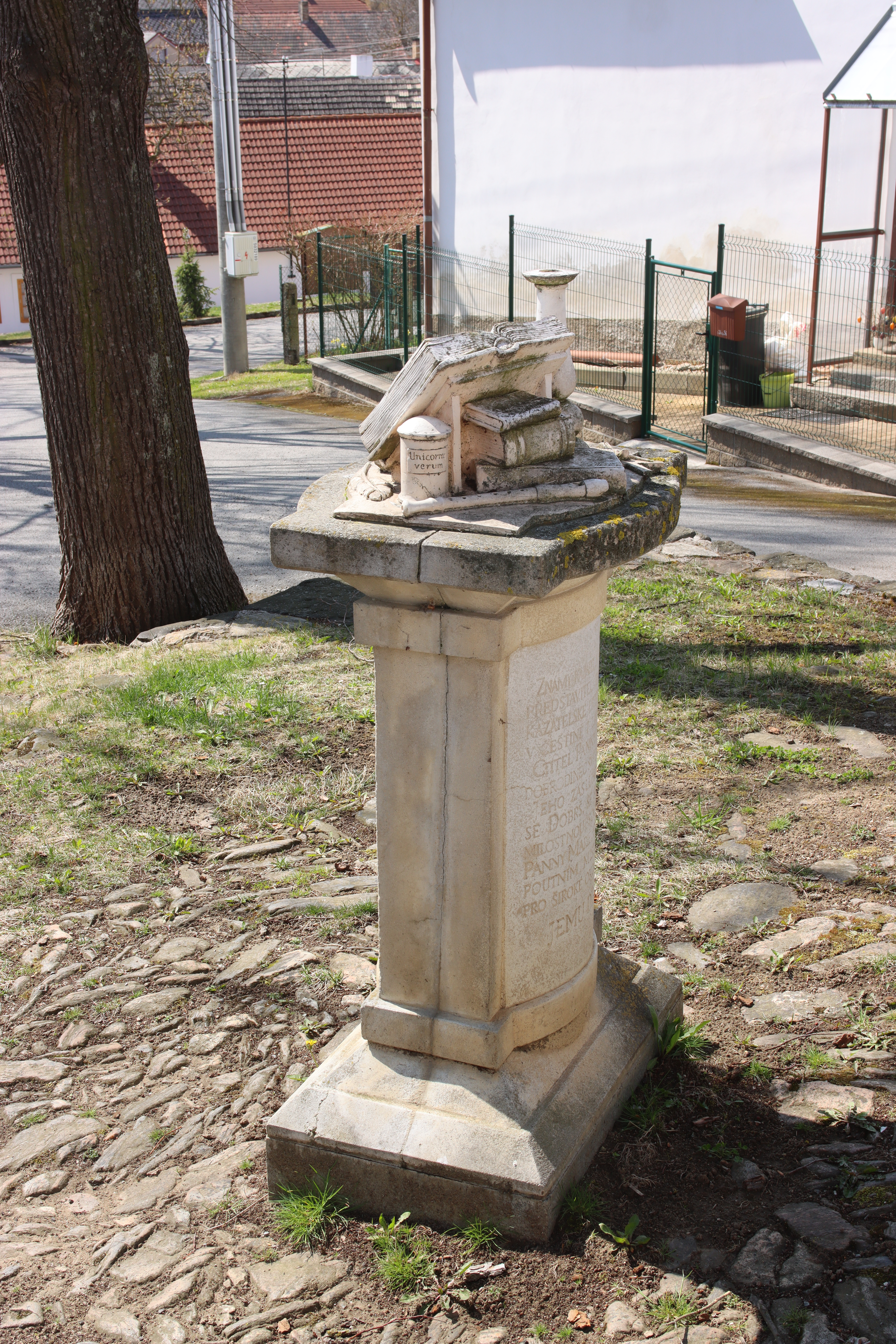
Pomník v Dobrši